# Ceradenia
Ceradenia es un género de helechos perteneciente a la familia  Polypodiaceae.

## Taxonomía
Ceradenia fue descrito por Luther Earl Bishop y publicado en American Fern Journal 78(1): 2. 1988. La especie tipo es: Ceradenia curvata (Sw.) L.E. Bishop. 

## Especies seleccionadas
- Ceradenia albidula (Baker) L.E. Bishop
- Ceradenia arthrothrix L.E. Bishop & A.R. Sm.
- Ceradenia asthenophylla L.E. Bishop ex A.R. Sm.
- Ceradenia aulaeifolia L.E. Bishop ex A.R. Sm.
- Ceradenia bishopii (Stolze) A.R. Sm.
- Ceradenia brunneoviridis (Baker ex Jenman) L.E. Bishop
- Ceradenia capillaris (Desv.) L.E. Bishop